# Księżniczka na ziarnku grochu (bajka muzyczna)
Księżniczka na ziarnku grochu – polska bajka muzyczna, z tekstem Jana Brzechwy według baśni H.Ch. Andersena i z muzyką Mieczysława Janicza. Wydana na płycie Muza SX-1159 (strona B) i na kasecie.

## Ekipa
- Zespół instrumentalny pod kierownictwem Mieczysława Janicza
- Zespół wokalny pod kierownictwem Lucjana Mazurka.
- Reżyser nagrania: Zofia Gajewska
- Operator dźwięku: Jacek Złotkowski
- Projekt graficzny: M. Hibner

## Obsada
- Anna Skaros - księżniczka Pirlipatka
- Krzysztof Machowski - książę
- Tadeusz Bartosik - król
- Barbara Krafftówna - królowa
- Andrzej Stockinger - ochmistrz
- Bogumił Kłodkowski - paź
- Zygmunt Apostoł - błazen